# Laurocerasus javanica
Laurocerasus javanica là loài thực vật có hoa trong họ Hoa hồng. Loài này được (Teijsm. & Binn.) C.K. Schneid. mô tả khoa học đầu tiên năm 1906.